# 1988 en aéronautique
Chronologie de l'aéronautique
- 1984
- 1985
- 1986
- 1987
- 1988
- 1989
- 1990
- 1991
- 1992

Cet article présente les faits marquants de l'année 1988 en aéronautique.

## Événements

### Janvier
- 6 janvier : 336e et dernier vol du prototype Dassault Mirage 4000.
- 19 janvier : Mid Pacific Air cesse ses activités passager

### Mars
- 4 mars : un Fokker F27 de la compagnie régionale TAT effectuant la liaison Nancy-Paris s'écrase à Machault, (Seine-et-Marne), faisant 23 morts. (article détaillé)
- 8 mars : sur le vol 3739 Aeroflot reliant Irkoutsk, Kourgan et Léningrad, un détournement d'avion provoque neuf morts et dix-sept blessés.

### Avril
- 1er avril : premier vol du l'avion de guerre électronique américain Northrop Grumman E-8 Joint STARS, un Boeing 707 converti[1].
- 15 avril : premier vol de l'avion de ligne expérimental soviétique Tupolev Tu-155, version propulsée par des moteurs à hydrogène liquide du Tu-154.
- 18 avril : premier vol de l'avion de ligne A320
- 28 avril : le vol Aloha Airlines 243 arrive à se poser sur l'aéroport de Kahului après avoir subi une décompression explosive à 7 000 m d'altitude.

### Juin
- 14 juin : premier  vol de l'hélicoptère léger Schweizer 330.
- 26 juin : crash d'un Airbus A320 Air France en démonstration à Habsheim ; 4 morts.
- 28 juin : premier vol du chasseur soviétique Soukhoï Su-35.

### Juillet
- 3 juillet : le navire américain USS Vincennes commet une erreur d'appréciation et abat le vol 655, un Airbus A300 d'Iran Air. L'accident fait 290 morts.
- 14 juillet : premier vol du Socata TBM-700.

### Août
- 17 août : un Lockheed C-130 Hercules de l'armée de l'air pakistanaise s'écrase peu après son décollage de Bahawalpur tuant ses 30 passagers dont le président Muhammad Zia-ul-Haq.
- 28 août : accident de Ramstein : 3 appareils de la patrouille aérienne italienne Frecce Tricolori se percutent en vol au cours de la fête aérienne à Ramstein Air Base. L'un des appareils s'écrase dans la foule des spectateurs. Il y a 70 morts et 346 blessés.

### Septembre
- 19 septembre : premier lancement de la fusée israélienne Shavit.
- 28 septembre : premier vol de l'avion de ligne soviétique Iliouchine Il-96.

### Octobre
- 27 octobre : premier vol de l'avion de transport régional ATR 72.

### Novembre
- 15 novembre : la première navette spatiale soviétique, Bourane, effectue son premier vol d'essai.
- 22 novembre : présentation officielle du bombardier furtif Northrop B-2 Spirit.

### Décembre
- 9 décembre :
  - Jean-Loup Chrétien (France) et Alexandre Volkov (Russie) améliorent le record de durée de séjour extravéhiculaire dans l'espace : 5 heures et 52 minutes.
  - Premier vol du chasseur suédois Saab JAS 39 Gripen.
- 21 décembre :
  - L'Antonov An-225 Mriya effectue son premier vol.
  - Explosion du vol 103 de la Pan Am, un Boeing 747, au-dessus de Lockerbie (Écosse). Il y a 258 morts. Des terroristes libyens furent jugés responsables de cet attentat.